# Eigentumsstörung
Eine Eigentumsstörung (oder Eigentumsbeeinträchtigung) liegt im Sachenrecht vor, wenn das Eigentum eines Rechtssubjekts durch andere gestört wird und dabei weder Besitzentziehung noch Vorenthaltung des Besitzes vorliegt und auch keine Straftat zugrunde liegt. Pendant ist die Besitzstörung.

## Allgemeines
Das Eigentum wird als absolutes Recht durch das Absolutheitsprinzip des Sachenrechts dermaßen geschützt, dass es von jedermann zu respektieren ist. Der Eigentümer kann bei Besitzentziehung oder Vorenthaltung des Besitzes nach § 985 BGB die Sache von jedem, der sie ihm gegenüber unberechtigt besitzt, herausverlangen. Das Eigentum wird beeinträchtigt, wenn ein Zustand entsteht, der dem Inhalt des Eigentums gemäß § 903 BGB und dem sich daraus ergebenden tatsächlichen und rechtlichen Herrschaftsrecht des Eigentümers widerspricht. Wirken auf das Eigentum beispielsweise widerrechtliche Immissionen von fremden Grundstücken ein, so kann der betroffene Eigentümer vom Störer Unterlassung verlangen. Das gilt auch entsprechend für – die nicht zum Sachenrecht gehörenden – Persönlichkeitsrechte und Immaterialgüterrechte wie die Urheberrechtsverletzung beim Urheberrecht.
Die sachenrechtliche Eigentumsstörung kann auch ein Straftatbestand sein, weil Eigentumsdelikte wie etwa Diebstahl oder Hausfriedensbruch auch tatsächlich eine Eigentumsstörung darstellen, aber strafrechtliche Konsequenzen zur Folge haben.

## Rechtsfragen
Zentrale Vorschrift für die Eigentumsstörung ist § 1004 BGB, wonach der Eigentümer vom Störer die Beseitigung der Beeinträchtigung verlangen kann, wenn sein Eigentum in anderer Weise als durch Entziehung oder Vorenthaltung des Besitzes beeinträchtigt wird. Drohen weitere Beeinträchtigungen, so kann der Eigentümer auf Unterlassung klagen.

### Anwendbarkeit der Eigentumsstörung
Die Eigentumsstörung umfasst so viele Anwendungsbereiche, dass der Gesetzgeber eine negative Umschreibung gewählt hat. Die Rechtsprechung hat bereits im Oktober 1929 durch das Reichsgericht (RG) die Vorschrift des § 1004 BGB über das Eigentum hinaus auf alle absoluten Rechte analog angewendet und darüber hinaus auf alle deliktsrechtlich geschützten Rechtsgüter erweitert. Strukturell analoge Rechte räumen § 12 Satz 2 BGB dem Namensträger beim Namensrecht, § 541 BGB dem Vermieter bei vertragswidrigem Gebrauch durch den Mieter und § 862 Abs. 1 Satz 2 BGB dem Besitzer bei Besitzstörung ein.

### Eigentumsstörung im Nachbarrecht
Weitere gesetzliche Fälle der Eigentumsstörung gibt es vor allem im Nachbarrecht in § 910 BGB (Überhang), § 1027 BGB (Beeinträchtigung der Grunddienstbarkeit), § 1029 BGB (Besitzer bei Grunddienstbarkeit), § 1053 BGB und § 1065 BGB (unbefugter Gebrauch des Nießbrauchs), § 1090 BGB (beschränkte persönliche Dienstbarkeit), ferner auch gemäß § 1134 Abs. 1 BGB (Gefährdung der Hypothek), § 1192 BGB (Gefährdung der Grundschuld und Sicherungsgrundschuld) oder § 1227 BGB (Schutz des Pfandrechts).

### Sonstige Eigentumsstörungen
Bereits das unbefugte Betreten eines Grundstücks (vor allem beim Hausverbot) stellt eine Eigentumsstörung dar, ebenso jedwede, von einem fremden Grundstück auf das Eigentum einwirkende Immission (wie Feuchtigkeit, Lärm, Schmutz, Strahlung). Zu den Eigentumsstörungen gehören auch enteignungsgleiche Eingriffe, Immissionen, Spam, Parken auf einem fremden (privaten) Grundstück oder die Zustellung unerwünschter Werbung in einem entsprechend gekennzeichneten Briefkasten.

## Rechtsfolgen
Bei Beeinträchtigung seines Eigentums hat der Eigentümer nach § 1004 BGB einen Beseitigungs- und Unterlassungsanspruch. Dieser Unterlassungsanspruch berechtigt den Rechtsinhaber bei drohender Wiederholungsgefahr zur Erhebung einer Unterlassungsklage, außergerichtlich kann er durch eine Abmahnung und/oder Unterlassungserklärung eine Wiederholung abzuwehren versuchen. Ein Unterlassungsanspruch ist gemäß § 1004 Abs. 2 BGB lediglich ausgeschlossen, wenn der Eigentümer zur Duldung verpflichtet ist, etwa weil er jemand eine Grunddienstbarkeit eingeräumt hat. Außerdem hat er bei Rechtshängigkeit nach den §§ 990, § 989 BGB einen Schadensersatzanspruch und nach §§ 994 ff. BGB einen Verwendungsersatzanspruch. Genauso kann er von jedem, der die Sache beschädigt, nach § 823 Abs. 1 BGB Schadensersatz verlangen. Darüber hinaus kann auch ein Schadenersatzanspruch aus unerlaubter Handlung (§ 823 BGB) vorhanden sein, wenn der Störer nicht nur objektiv rechtswidrig, sondern auch schuldhaft gehandelt hat.